# Volcineț, Adâncata
Volcineț, întâlnit și sub forma Volcinețul Vechi (în ucraineană Старий Вовчинець, transliterat: Starîi Vovciîneț, în rusă Старый Волчинец, transliterat: Starîi Volcineț și în germană Wolczynetz) este un sat reședință de comună în raionul Adâncata din regiunea Cernăuți (Ucraina). Are 2,039 locuitori, preponderent ucraineni.
Satul este situat la o altitudine de 336 metri, în partea de sud a raionului Adâncata, pe malul drept al râului Siret, în apropierea frontierei cu România. De această comună depinde administrativ satul Fântâna Albă.

## Istorie
Localitatea Volcineț a făcut parte încă de la înființare din regiunea istorică Bucovina a Principatului Moldovei. În ianuarie 1775, ca urmare a atitudinii de neutralitate pe care a avut-o în timpul conflictului militar dintre Turcia și Rusia (1768-1774), Imperiul Habsburgic (Austria de astăzi) a primit o parte din teritoriul Moldovei, teritoriu cunoscut sub denumirea de Bucovina. După anexarea Bucovinei de către Imperiul Habsburgic în anul 1775, localitatea Volcineț a făcut parte din Ducatul Bucovinei, guvernat de către austrieci, făcând parte din districtul Siret (în germană Sereth).  
După Unirea Bucovinei cu România la 28 noiembrie 1918, satul Volcineț a făcut parte din componența României, în Plasa Siretului a județului Rădăuți. Pe atunci, majoritatea populației era formată din ucraineni, existând și o comunitate importantă de români.
Ca urmare a Pactului Ribbentrop-Molotov (1939), Bucovina de Nord a fost anexată de către URSS la 28 iunie 1940. Bucovina de Nord a reintrat în componența României în perioada 1941-1944, fiind reocupată de către URSS în anul 1944 și integrată în componența RSS Ucrainene. 
Începând din anul 1991, satul Volcineț face parte din raionul Adâncata al regiunii Cernăuți din cadrul Ucrainei independente. La recensământul din 1989, numărul locuitorilor care s-au declarat români plus moldoveni era de 881 (879+2), reprezentând 44,68% din populația localității . În prezent, satul are 2.039 locuitori, preponderent ucraineni.

## Demografie
Componența lingvistică a localității Volcineț
     Ucraineană (96,81%)
     Română (2,55%)
     Alte limbi (0,59%)
Conform recensământului din 2001, majoritatea populației localității Volcineț era vorbitoare de ucraineană (96,81%), existând în minoritate și vorbitori de română (2,55%).
1930: 2.483 (recensământ) 
1989: 1.972 (recensământ)
2007: 2.039 (estimare)

## Recensământul din 1930
Componența etnică a comunei Volcineț (județul Rădăuți)
     Români (68,79%)
     Ruteni (24,27%)
     Ruși (1,23%)
     Polonezi (3,45%)
     Evrei (1,44%)
     Altă etnie (0,82%)
Componența confesională a comunei Volcineț
     Ortodocși (92,66%)
     Evanghelici\Luterani (0,2%)
     Romano-catolici (4,14%)
     Mozaici (1,44%)
     Greco-catolici (1,56%)
Conform recensământului efectuat în 1930, populația comunei Volcineț se ridica la 2438 locuitori. Majoritatea locuitorilor erau români (68,79%), cu o minoritate de ruși (1,23%), una de ruteni (24,27%), una de polonezi (3,45%) și una de evrei (1,44%). Alte persoane s-au declarat: germani (19 persoane) și armeni (1 persoană). Din punct de vedere confesional, majoritatea locuitorilor erau ortodocși (92,66%), dar existau și minorități de evanghelici\luterani (0,2%), romano-catolici (4,14%), mozaici (1,44%) și greco-catolici (1,56%).

## Personalități născute aici
- Florea Lupu (1864 - 1939), politician, jurnalist român.